# Przestrzeń kulturowa gongów w Wietnamie

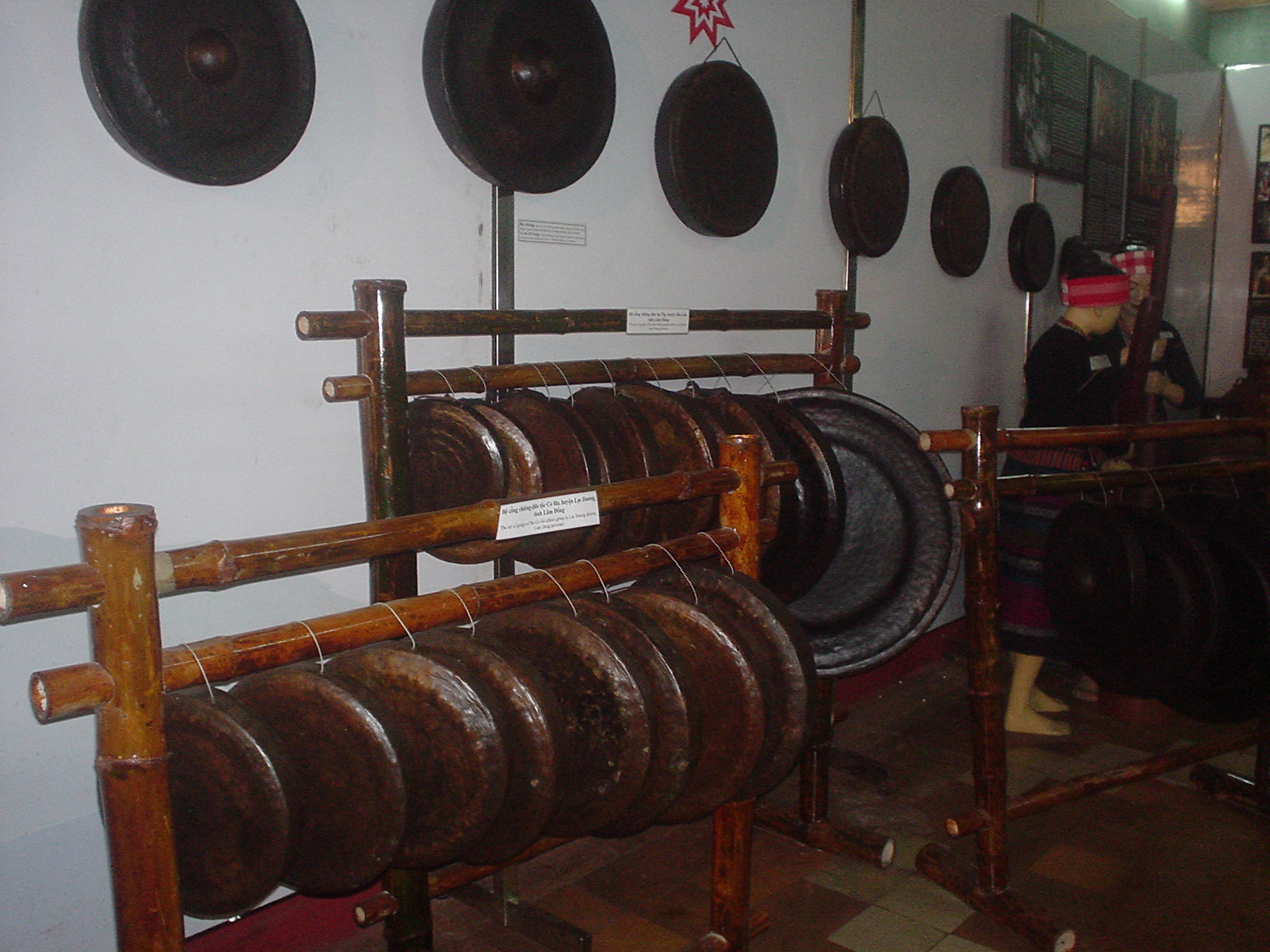
Gongi z regionu Płaskowyżu Centralnego (wiet. Tây Nguyên)

Przestrzeń kulturowa gongów w Wietnamie (wiet. Không gian văn hóa Cồng Chiêng Tây Nguyên) – przestrzeń kultury gongów obejmująca muzykę i taniec towarzyszący rytuałom życia społecznego siedemnastu społeczności etnolingwistycznych austroazjatyckich i austronezyjskich w pięciu prowincjach wietnamskiego Płaskowyżu Centralnego (Đăk Lăk, Đăk Nông, Gia Lai, Kon Tum i Lâm Đồng). Prowincje Đăk Nông, Gia Lai, Kon Tum mają mieć największą liczbę gongów w Wietnamie i poza jego granicami – 6000 zestawów gongów. 
Charakterystyczną cechą dla kultury społeczności prowincji centralnych jest użycie gongu jako pośrednika pomiędzy ludźmi, bóstwami i światem nadprzyrodzonym. Każdy gong symbolizuje bóstwo, którego moc rośnie w miarę jak gong się starzeje. Każda rodzina posiada przynajmniej jeden gong, który świadczy o jej statusie materialnym. 
Gongi używane są podczas wszystkich rytuałów życia społecznego: podczas obchodów Nowego Roku, budowy nowego domu komunalnego, uroczystości pożegnania żołnierzy i świętowania zwycięstw wojennych, składania rytualnej ofiary z wołu czy święcenie ryżu. Podczas składania rytualnej ofiary z wołu dźwięki gongu wprowadzają w trans młodych mężczyzn, którzy dźgają wołu przywiązanego do drzewa, aż ten padnie – ofiara ta ma ubłagać duchy, by zapewnić dobre zbiory i długie życie. Dźwięk gongu towarzyszy najważniejszym wydarzeniom w życiu – narodzinom w ceremonii thoi tai („dmuchania w uszy”), ślubom i pogrzebom w ceremonii bo ma („opuszczania grobu”) przenoszenia zmarłego w zaświaty. Dźwięki i rytmy dostosowywane są do charakteru uroczystości. Gongi różnią się wielkością – stosowane są instrumenty o średnicy od 25 do 80 cm.  
Ponieważ jeden muzyk gra wyłącznie jeden dźwięk, wykonywanie melodii wymaga współpracy wielu muzyków. Zespół grających na gongach liczy od trzech do dwunastu instrumentalistów, mężczyzn lub kobiet. 
Wskutek długotrwałej wojny tradycyjny tryb życia został zaburzony, a rzemiosło wytwarzania gongów i gry na nich zanika. W 2005 roku przestrzeń kulturowa gongów w Wietnamie została uznana za arcydzieło ustnego i niematerialnego dziedzictwa ludzkości a w 2008 roku wpisana na listę niematerialnego dziedzictwa UNESCO.